# Oscar Páez Garcete
Oscar Páez Garcete (ur. 1 września 1937 w Loreto, zm. 29 marca 2016 w Concepción) – paragwajski duchowny katolicki, biskup diecezjalny San Pedro 1978-1993 i Alto Paraná 1993-2000.

## Życiorys
Święcenia kapłańskie otrzymał 23 grudnia 1961.
5 czerwca 1978 papież Paweł VI mianował go biskupem diecezjalnym San Pedro. 19 sierpnia tego samego roku z rąk arcybiskupa Josepha Meesa przyjął sakrę biskupią. 10 lipca 1993 powołany na godność biskupa diecezjalnego Alto Paraná. 5 lutego 2000 na ręce papieża Jana Pawła II złożył rezygnację z zajmowanej funkcji.
Zmarł 29 marca 2016.